# São João do Piauí
São João do Piauí é um município brasileiro do estado do Piauí. Localiza-se às margens do rio Piauí, a uma latitude 08°21'29" sul e a uma longitude 42°14'48" oeste, 6h 24 min (458,9 km) via PI-236, 7h 4 min (497,9 km) via BR-316, 7h 9 min (496,4 km) via PI-140 e BR-343 rotas principais para a capital Teresina. Sua população, segundo o Censo do IBGE 2022, é de 21.421 habitantes. Possui uma área de 1.488,8 km², estando a uma altitude de 222 metros.
O município tem sua economia concentrada na agricultura familiar, na pecuária e mais recentemente, no comércio, sendo assim uma das cidades mais importantes do sul do estado. No município encontra-se uma das maiores subestações de energia do país, bem como a grande Barragem do Jenipapo, recentemente estruturada para atividades turísticas. A principal via de acesso é a BR-020, que liga Fortaleza a Brasília.
Algumas das principais atrações no município são: a Praça Honório Santos, com mais de 34 mil metros quadrados de área; e a casa de shows Pátio São João, ambas as maiores do estado do Piauí. A cidade dispõe dos serviços financeiros do Banco do Brasil, Bradesco, Caixa Econômica Federal, Banco do Nordeste além de sediar o Cartório da 20ª Zona Eleitoral.

## Geografia

### Subdivisão de planejamento
O “Planejamento Participativo para o Desenvolvimento Sustentável” é um recurso, cunhado pelo Governo do Estado, que visa desenvolver um amplo e participativo processo de planejamento territorial. Além de definir estratégias de desenvolvimento de médio e longo prazo, tal planejamento tem como ênfase a elaboração e implementação de planos regionais, tornando fundamental a participação efetiva dos municípios e comunidades.
No plano estadual de desenvolvimento o município se situa:
- Macrorregião dos Semiáridos Piauienses;
- Território Integrado da Serra da Capivara;
- Aglomerado 17.

### Geologia
A região apresenta solos, em grande parte proveniente da alteração de filito, arenito, siltito, laterito e folhelho. Os solos são rasos ou pouco espessos, jovens, às vezes pedregosos. Dentre os solos regionais predominam latossolos álicos e distróficos de textura média a argilosa, presença de misturas de vegetais, fase caatinga hipoxerófila e/ou caatinga/cerrado caducifólio.
As formas de relevo comuns na região são principalmente: superfícies tabulares reelaboradas, relevo plano com partes suavemente onduladas e altitudes variando de 150 a 300 metros; superfícies tabulares cimeiras, com relevo plano, com grandes mesas recortadas e superfícies onduladas com relevo movimentado, encostas e prolongamentos residuais de chapadas, desníveis e encostas mais acentuadas de vales, elevações (serras, morros e colinas).
O contexto geológico do município de São João do Piauí é, predominantemente, formado por rochas sedimentares da Bacia do Parnaíba, representadas pelo Grupo Serra Grande (arenitos e conglomerados) e formações Pimenteiras (folhelhos e siltitos) e Cabeças (arenitos e conglomerados), além dos Depósitos Colúvio-Eluviais (areias, argilas e lateritos).
As rochas do embasamento cristalino afloram, apenas, numa pequena área localizada no sul do município e são representadas por filitos da Unidade Barra Bonita.
O relevo urbano é composto por leves ondulações com elevações variáveis em torno dos 222 metros de altitude.

### Hidrografia

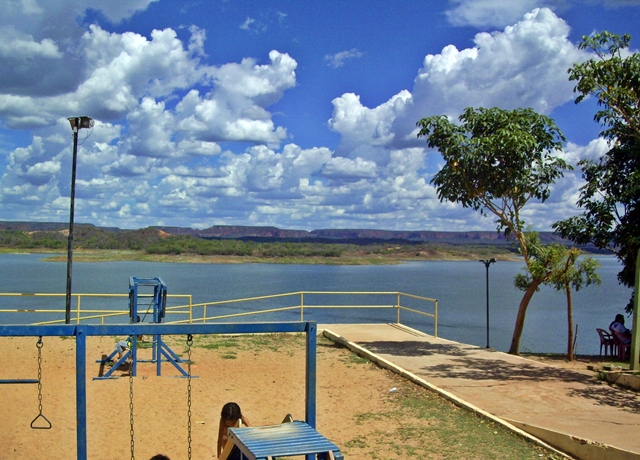
Represa de Jenipapo

Os principais cursos d’água que drenam o município de São João do Piauí são os rios Piauí, Luís Calado, do Peixe e Toca da Onça, além da Represa de Jenipapo.
Quanto aos recursos subterrâneos no município distinguem-se três domínios hidrogeológicos: rochas cristalinas, rochas sedimentares e coberturas colúvio-eluviais. As rochas cristalinas representam o que é denominado comumente de “aquífero fissural” e representam cerca de 5% da área total do município. Compreendem um conjunto de filitos de idade pré-cambriana.
O Grupo Serra Grande é constituído de arenitos e conglomerados, que normalmente apresentam um potencial médio, sob o ponto de vista da ocorrência de água subterrânea, tanto do ponto de vista quantitativo quanto qualitativo.
A Formação Pimenteiras apresenta na sua constituição rochas de baixa permeabilidade, que a tornam de baixo interesse do ponto de vista hidrogeológico.
A Formação Cabeças apresenta um elevado potencial como manancial para captação de água subterrânea, haja vista seus constituintes litológicos serem bastante permeáveis e com alta porosidade, constituindo-se, por isso, num excelente aqüífero, com potencial de produzir significativas vazões. Sua área de ocorrência abrange cerca de 25% da área do município.
Os Depósitos Colúvio-Eluviais correspondem a coberturas de sedimentos detríticos, com idade tércio-quaternária, que em função da reduzida espessura e descontinuidades, têm baixo potencial para a constituição de mananciais para captação de água subterrânea.
No contexto hidrográfico destaca-se ainda a Represa de Jenipapo, umas das maiores e mais importantes barragens do Piauí. A barragem se situa na altura do médio Piauí, afluente do grande Parnaíba.

### Clima
O clima é caracteristicamente semiárido tropical quente e com chuvas de verão. Existe muito mais pluviosidade na primavera e no verão do que no outono e inverno, o que torna os invernos muito mais secos e frios e os verões muito mais quentes e úmidos. As temperaturas costumam ser estáveis na maior parte do ano, apresentando acentuadas temperaturas na maior parte do período. Tal condição se dá pela própria localização geográfica do estado do Piauí, o qual define os limites entre a floresta amazônica úmida e a caatinga seca, caracterizando-se assim como zona de transição climática.
Segundo dados do Instituto Nacional de Meteorologia (INMET), desde outubro de 1975 a menor temperatura registrada em São João do Piauí foi de 13 °C em 31 de maio de 1999 e a maior atingiu 42,2 °C em 9 de outubro de 2024. O maior acumulado de precipitação em 24 horas atingiu 144,6  milímetros (mm) em 12 de fevereiro de 1980. Outros acumulados iguais ou superiores aos 100 mm foram: 133,7 mm em 10 de fevereiro de 2017, 120,8 mm em 19 de fevereiro de 2024, 114,1 mm em 16 de fevereiro de 1980, 114 mm em 9 de março de 1987, 104,6 mm em 7 de janeiro de 1984, 102,1 mm em 1° de abril de 2008 e 100,8 mm em 13 de março de 1981.
| Dados climatológicos para São João do Piauí                                                   | Dados climatológicos para São João do Piauí | Dados climatológicos para São João do Piauí | Dados climatológicos para São João do Piauí | Dados climatológicos para São João do Piauí | Dados climatológicos para São João do Piauí | Dados climatológicos para São João do Piauí | Dados climatológicos para São João do Piauí | Dados climatológicos para São João do Piauí | Dados climatológicos para São João do Piauí | Dados climatológicos para São João do Piauí | Dados climatológicos para São João do Piauí | Dados climatológicos para São João do Piauí | Dados climatológicos para São João do Piauí |
| Mês                                                                                           | Jan                                         | Fev                                         | Mar                                         | Abr                                         | Mai                                         | Jun                                         | Jul                                         | Ago                                         | Set                                         | Out                                         | Nov                                         | Dez                                         | Ano                                         |
| --------------------------------------------------------------------------------------------- | ------------------------------------------- | ------------------------------------------- | ------------------------------------------- | ------------------------------------------- | ------------------------------------------- | ------------------------------------------- | ------------------------------------------- | ------------------------------------------- | ------------------------------------------- | ------------------------------------------- | ------------------------------------------- | ------------------------------------------- | ------------------------------------------- |
| Temperatura máxima recorde (°C)                                                               | 40,6                                        | 39,6                                        | 40                                          | 40                                          | 40                                          | 38,7                                        | 38,4                                        | 40,4                                        | 41,4                                        | 42,2                                        | 41,2                                        | 40,9                                        | 42,2                                        |
| Temperatura máxima média (°C)                                                                 | 33,3                                        | 32,5                                        | 32,5                                        | 33,2                                        | 34,1                                        | 33,7                                        | 33,5                                        | 34,6                                        | 36,2                                        | 36,8                                        | 35,7                                        | 34,3                                        | 34,2                                        |
| Temperatura média compensada (°C)                                                             | 27,4                                        | 26,7                                        | 26,7                                        | 27                                          | 27,5                                        | 27,2                                        | 27,1                                        | 28                                          | 29,5                                        | 30,3                                        | 29,4                                        | 28,1                                        | 27,9                                        |
| Temperatura mínima média (°C)                                                                 | 22,6                                        | 22,3                                        | 22,4                                        | 22,1                                        | 22,2                                        | 21,9                                        | 21,7                                        | 22,5                                        | 23,8                                        | 24,8                                        | 24,3                                        | 23,2                                        | 22,8                                        |
| Temperatura mínima recorde (°C)                                                               | 15                                          | 15,8                                        | 14,1                                        | 16,6                                        | 13                                          | 13,4                                        | 14                                          | 13,5                                        | 13,3                                        | 15,9                                        | 16,4                                        | 15,8                                        | 13                                          |
| Precipitação (mm)                                                                             | 122,5                                       | 129                                         | 122                                         | 70,5                                        | 23,8                                        | 1,5                                         | 0,8                                         | 0,1                                         | 1,4                                         | 23                                          | 68,6                                        | 85,8                                        | 649                                         |
| Dias com precipitação (≥ 1 mm)                                                                | 9                                           | 9                                           | 10                                          | 6                                           | 2                                           | 0                                           | 0                                           | 0                                           | 0                                           | 2                                           | 5                                           | 7                                           | 50                                          |
| Umidade relativa compensada (%)                                                               | 68                                          | 71,8                                        | 73,6                                        | 68,4                                        | 57,6                                        | 51                                          | 47,1                                        | 41,4                                        | 38,7                                        | 43,7                                        | 52,1                                        | 61,9                                        | 56,3                                        |
| Insolação (h)                                                                                 | 201,8                                       | 175,1                                       | 214,3                                       | 231                                         | 263,2                                       | 274,3                                       | 297,5                                       | 318,6                                       | 306,6                                       | 292,6                                       | 231,2                                       | 217,3                                       | 3 023,5                                     |
| Fonte: INMET (normal climatológica de 1991-2020; recordes de temperatura:01/01/1975-presente) |                                             |                                             |                                             |                                             |                                             |                                             |                                             |                                             |                                             |                                             |                                             |                                             |                                             |

## Demografia
O Índice de Desenvolvimento Humano de São João do Piauí é 0,645, o que o situa na faixa de médio desenvolvimento humano. Entre as três dimensões que compõem o índice, o melhor desempenho está em longevidade, com índice de 0,769.
Entre os anos de 1991 e 2010, o município acumulou uma taxa de crescimento de 86,96% no seu IDH, com destaque para o fator educação, que foi o que mais se desenvolveu durante as duas últimas décadas.
Atualmente, no ranking nacional de desenvolvimento humano, São João do Piauí ocupa a 3201ª posição entre os 5.565 municípios brasileiros. Também ocupando considerável posição no ranking estadual.
No contexto demográfico, o município apresenta uma taxa de crescimento anula de cerca de 2,38%, estando acima da taxa estadual e também nacional, 1,01% e 1,02%, respectivamente. O percentual de urbanização hoje é de 65,90%, estando mais da metade da população concentrada no contexto urbano.
A expectativa de vida ao nascer é de 71,2 anos, e a taxa de fecundidade é de 2,1. Nas duas últimas décadas a expectativa de vida ao nascer cresceu 11 anos, passando de 60,2 anos em 1991 para 71,2 em 2010.

### Índice de Gini
Entre os anos de 1991 e 2010 a renda per capita média de São João do Piauí cresceu 153,36%, passando de R$ 145,39, em 1991, para R$ 368,36, em 2010. A proporção de pessoas pobres, ou seja, com renda domiciliar per capita inferior a R$ 140,00, passou de 74,33%, em 1991, para 32,56%, em 2010, evidenciando uma acentuada redução da extrema pobreza, que em 1991 acometia 45,88% da população e em 2010 reduziu para 17,77%.
A evolução da desigualdade de renda nesses dois períodos pode ser descrita através do Índice de Gini, que passou de 0,58, em 1991, para 0,57, em 2010, o que indica uma leve redução no quadro da desigualdade social do município.

## Economia
Predominantemente a economia municipal se sustenta nas atividades do setor de indústrias e prestação de serviços. Até 2010, 62,66% da população enquadravam-se no perfil de economicamente ativa.
Segundo dados do IBGE, o município produz anualmente um Produto Interno Bruto a preço corrente de 107.404 mil reais anuais, gerando assim uma renda per capita anual de 5.410,24 mil reais.
Basicamente a composição econômica do município é caracterizada da seguinte forma:
- Imposto sobre produtos líquidos de subsídio: R$ 9.172,00
- Valor bruto da agropecuária: R$ 2.613,00
- Valor bruto da indústria: R$ 13.935,00
- Valor bruto dos serviços: R$ 81.684,00

A Codevasf implantou na cidade um projeto piloto de irrigação de uva no Assentamento Marrecas, o primeiro assentamento do estado. Com isso, o Piauí vem se destacando como um dos mais promissores estados na produção de fruticultura irrigada, sendo o município de São João do Piauí um dos maiores produtores.

## Educação
Regularmente, a rede pública de ensino básico oferece escolas nas categorias de ensino fundamental I, fundamental II e ensino médio. Esses serviços também estão disponíveis em algumas escolas privadas do município. Até o ano de 2012 o município contava com 26 escolas de nível fundamental e 8 de nível médio.
No ensino técnico e superior a cidade conta com:
- Instituto Federal de Ciências e Tecnologia do Piauí - IFPI.
- Universidade Aberta do Brasil - UAB, que é vinculada às instituições de ensino superior do Piauí, Universidade Estadual do Piauí e Universidade Federal do Piauí.
- Instituto Sul do Piauí.
- Faculdade FACESP
- Centro Estadual de Educação Profissional Deputado Fco. Antônio Paes Landim Neto (Deputado-CEEP)

No ensino sobre Empreendorismo, Tecnologia e Inovação:
- SmartDev - Tecnologias Exponenciais sobre Empreendorismo, Tecnologia e Inovação.

## Turismo
Um dos setores que merece destaque no contexto econômico é o do turismo, que no mês de junho injeta na economia local um considerável montante financeiro, o qual se dá principalmente em função das festividades religiosas e festivais artísticos, tradicionais no município e amplamente popularizados no estado do Piauí.

### O Polo Turístico das Origens
Junto a 17 outros municípios do estado, o município integra a região turística do polo das origens, onde o Parque Nacional da Serra da Capivara, junto ao Parque Nacional da Serra das Confusões, são os principais atrativos.
Tombado como Patrimônio Histórico e Cultural da Humanidade pela UNESCO, o Parque Nacional Serra da Capivara representa um dos mais importantes exemplares do patrimônio histórico-cultural do país.

### Festival da Uva
O Governo do Estado do Piauí, por sua vez, realiza na cidade o Festival da Uva, cuja primeira edição ocorreu em janeiro de 2009 e a segunda aconteceu em dezembro deste mesmo ano. Em 2013, o evento entrou oficialmente para calendário de eventos culturais do Piauí, passando a acontecer sempre no mês de novembro, festejando a boa safra de uvas e outras frutas.
O evento também conta com passeios ecoturísticos e muitos shows e apresentações, que geralmente ocorrem no centro da cidade ou no balneário da Represa de Jenipapo.
Religioso
A cidade recebeu a imagem de São João Batista, através da AMISTE, e desde então o local passou a receber missas campais e romarias.

## Filhos ilustres
- José Francisco Paes Landim - (Advogado, Professor, Político).
- Luiz Gonzaga Paes Landim - (Advogado, Professor, Político).
- Paulo Henrique Paes Landim - (Médico,Professor, Político).
- Valdir Ribeiro Dias - (Médico,Humanitário, Político).
- Rejane Dias - Ex-Primeira-dama do Piauí e Ex-Deputada federal, Conselheira do TCE-PI.
- Afonso Brazza - (Cineasta)
- Josefina Ferreira Costa - 1ª mulher eleita a Deputada Estadual